# Harpie (héraldique)
Pour les articles homonymes, voir Harpie.
La harpie (non commun) est une figure héraldique imaginaire, hybride de jeune fille (tête et poitrine, aux cheveux épars) et aigle (corps, ailes et serres). Elle est plutôt rare. Se blasonne comme l'aigle.
Ex. : 
- Famille Cirksena (voir Liste des souverains de Frise orientale et Liste des comtes de Rietberg (de)) : de sable à une harpie d'or,
- Armoiries de la principauté du Liechtenstein Harpie dans le quatrième quartier des armoiries du Liechtenstein

Harpie dans le quatrième quartier des armoiries du Liechtenstein

Symbolique :